# جام آزادگان
جام آزادگان بالاترین سطح لیگ فوتبال ایران میان سال‌های ۱۳۷۰ تا ۱۳۸۰ بود که ۱۰ دوره از آن برگزار شد. نخستین فصل دوره این لیگ، در فصل ۱۳۷۰ و آخرین دوره آن در فصل ۸۰–۱۳۷۹ برگزار شد. پیش از برگزاری این جام تنها یک فصل لیگ قدس ۶۹-۱۳۶۸ به صورت لیگ کشوری برگزار شد، بنابراین نخستین فصل دوره جام آزادگان دومین دوره لیگ فوتبال ایران پس از انقلاب نیز محسوب می‌شود. با راه‌اندازی لیگ برتر فوتبال ایران در سال ۱۳۸۰، لیگ دسته اول باشگاه‌های ایران، با عنوان لیگ آزادگان شناخته شد. لیگ آزادگان یک سطح از لیگ برتر پایین‌تر است.

## نامگذاری
نام «آزادگان» به افتخار اسیران ایرانی جنگ ایران و عراق که آزاده نامیده می‌شدند بر روی این مسابقات گذاشته‌شد. نخستین فصل گروه اسیران جنگ با عراق، چند ماه پیش از شروع این مسابقات در ۲۶ مرداد ۱۳۶۹، در میان استقبال مردم و خانواده‌هایشان از مرز خسروی وارد کشور شده‌بودند. «آزادگان» جمع واژه آزاده است، واژه‌ای فارسی با ریشه پهلوی (āzātak) و به معنای «کسی که بنده کسی نیست».

## نحوه برگزاری
این مسابقات در تمامی ۱۰ دوره، به صورت لیگ دوره‌ای و رفت‌وبرگشتی برگزار شد اما در شمار تیم‌های شرکت‌کننده و گروه‌بندی‌ها تفاوت‌هایی وجود داشت. در دوره‌هایی که مسابقات در دو گروه برگزار می‌شد، دو تیم اول هر گروه به صورت ضربدری در بازی‌های تک‌حذفی با یکدیگر روبرو می‌شدند و برنده‌ها به مسابقه فینال می‌رفتند که برنده فینال قهرمان لیگ بود. در مسابقاتی که در یک گروه برگزار می‌شود، تیمی که در پایان بیشترین امتیاز را داشت قهرمان می‌شد.
| فصل     | شمار تیم‌ها | تعداد گروه |
| ------- | ---------- | ---------- |
| ۱۳۷۰    | ۱۲         | ۱          |
| ۱۳۷۱    | ۱۶         | ۲          |
| ۱۳۷۲    | ۱۴         | ۱          |
| ۱۳۷۳    | ۲۴         | ۲          |
| ۱۳۷۴    | ۱۶         | ۱          |
| ۷۶–۱۳۷۵ | ۱۶         | ۱          |
| ۷۷–۱۳۷۶ | ۱۶         | ۱          |
| ۷۸–۱۳۷۷ | ۱۶         | ۱          |
| ۷۹–۱۳۷۸ | ۱۴         | ۱          |
| ۸۰–۱۳۷۹ | ۱۲         | ۱          |
| منبع    |            |            |

## قهرمانان
| فصل     | قهرمان   |
| ------- | -------- |
| ۱۳۷۰    | پاس      |
| ۱۳۷۱    | پاس      |
| ۱۳۷۲    | سایپا    |
| ۱۳۷۳    | سایپا    |
| ۱۳۷۴    | پرسپولیس |
| ۷۶–۱۳۷۵ | پرسپولیس |
| ۷۷–۱۳۷۶ | استقلال  |
| ۷۸–۱۳۷۷ | پرسپولیس |
| ۷۹–۱۳۷۸ | پرسپولیس |
| ۸۰–۱۳۷۹ | استقلال  |
| منبع    |          |

## جدول کلی جام آزادگان
| #  | تیم               | حضور | بازی | برد | مساوی | گل‌زده | گل‌خورده | تفاضل | باخت | امتیاز |
| ۱  | پرسپولیس تهران    | ۹    | ۲۲۶  | ۱۲۳ | ۷۳    | ۳۷۳   | ۱۷۰     | ۲۰۳   | ۳۰   | ۳۹۸    |
| ۲  | استقلال تهران     | ۹    | ۲۲۷  | ۱۰۹ | ۷۸    | ۳۲۸   | ۱۹۹     | ۱۲۹   | ۴۰   | ۳۷۸    |
| ۳  | پاس تهران         | ۱۰   | ۲۵۶  | ۹۵  | ۱۰۸   | ۳۰۷   | ۲۲۹     | ۷۸    | ۵۳   | ۳۵۸    |
| ۴  | سپاهان اصفهان     | ۹    | ۲۳۶  | ۸۷  | ۷۹    | ۲۵۰   | ۲۳۰     | ۲۰    | ۷۰   | ۳۱۶    |
| ۵  | تراکتورسازی تبریز | ۹    | ۲۲۲  | ۶۵  | ۷۶    | ۲۳۹   | ۲۶۸     | ۲۹-   | ۸۱   | ۲۴۵    |
| ۶  | سایپا تهران       | ۷    | ۱۸۴  | ۶۲  | ۸۱    | ۲۲۶   | ۱۸۷     | ۳۹    | ۴۴   | ۲۴۴    |
| ۷  | ذوب‌آهن اصفهان     | ۷    | ۱۸۴  | ۶۰  | ۷۱    | ۲۱۷   | ۲۰۴     | ۱۳    | ۵۳   | ۲۳۷    |
| ۸  | صنعت نفت آبادان   | ۷    | ۱۷۶  | ۵۰  | ۶۳    | ۱۸۱   | ۲۱۶     | ۳۵-   | ۶۳   | ۱۹۶    |
| ۹  | ملوان انزلی       | ۷    | ۱۷۴  | ۵۰  | ۶۲    | ۱۵۲   | ۱۶۰     | ۸-    | ۶۲   | ۱۸۶    |
| ۱۰ | استقلال اهواز     | ۷    | ۱۷۲  | ۴۸  | ۶۴    | ۲۰۵   | ۲۲۰     | ۱۵-   | ۶۰   | ۱۸۶    |
| ۱۱ | برق شیراز         | ۷    | ۱۷۲  | ۴۶  | ۶۰    | ۱۵۴   | ۱۸۳     | ۲۹-   | ۶۶   | ۱۸۲    |
| ۱۲ | بهمن کرج          | ۴    | ۱۱۴  | ۴۳  | ۴۱    | ۱۵۱   | ۱۱۶     | ۳۵    | ۳۰   | ۱۷۰    |
| ۱۳ | پلی‌اکریل اصفهان   | ۵    | ۱۳۲  | ۳۸  | ۴۴    | ۱۲۹   | ۱۵۸     | ۲۹-   | ۵۰   | ۱۵۲    |
| ۱۴ | فجرسپاسی شیراز    | ۴    | ۱۰۶  | ۳۴  | ۴۰    | ۱۲۱   | ۱۰۱     | ۲۰    | ۳۲   | ۱۴۲    |
| ۱۵ | کشاورز تهران      | ۵    | ۱۲۵  | ۳۴  | ۴۹    | ۱۱۶   | ۱۱۸     | ۲-    | ۴۲   | ۱۲۹    |
| ۱۶ | جنوب اهواز        | ۵    | ۱۱۴  | ۴۰  | ۳۷    | ۱۲۰   | ۱۱۸     | ۲     | ۳۷   | ۱۲۸    |
| ۱۷ | فولاد خوزستان     | ۴    | ۱۰۶  | ۳۲  | ۳۱    | ۱۱۳   | ۱۴۲     | ۲۹-   | ۴۳   | ۱۲۷    |
| ۱۸ | شهرداری تبریز     | ۴    | ۱۱۰  | ۲۸  | ۴۵    | ۱۱۶   | ۱۱۸     | ۲-    | ۳۷   | ۱۲۲    |
| ۱۹ | چوکا تالش         | ۴    | ۱۰۴  | ۲۷  | ۳۷    | ۸۹    | ۱۳۵     | ۴۶-   | ۴۰   | ۱۰۶    |
| ۲۰ | ماشین‌سازی تبریز   | ۳    | ۸۲   | ۳۰  | ۲۰    | ۹۲    | ۱۱۱     | ۱۹-   | ۳۲   | ۱۰۱    |
| ۲۱ | پیام مشهد         | ۳    | ۸۰   | ۲۰  | ۳۰    | ۸۲    | ۱۰۴     | ۲۲-   | ۳۰   | ۸۴     |
| ۲۲ | ابومسلم مشهد      | ۴    | ۹۲   | ۲۱  | ۲۵    | ۹۳    | ۱۳۳     | ۴۰-   | ۴۶   | ۸۲     |
| ۲۳ | نساجی مازندران    | ۴    | ۸۴   | ۲۴  | ۳۰    | ۷۷    | ۹۸      | ۲۱-   | ۳۰   | ۷۵     |
| ۲۴ | شموشک نوشهر       | ۲    | ۶۰   | ۱۸  | ۱۶    | ۶۲    | ۹۰      | ۲۸-   | ۲۶   | ۷۰     |
| ۲۵ | آرارات تهران      | ۲    | ۵۲   | ۱۶  | ۱۶    | ۵۸    | ۵۸      | ۰     | ۲۰   | ۵۶     |
| ۲۶ | استقلال رشت       | ۲    | ۴۴   | ۱۱  | ۱۰    | ۳۶    | ۶۴      | ۲۸-   | ۲۳   | ۳۹     |
| ۲۷ | پیکان تهران       | ۱    | ۲۲   | ۷   | ۷     | ۱۹    | ۲۹      | ۱۰-   | ۸    | ۲۸     |
| ۲۸ | کما شیراز         | ۲    | ۳۶   | ۶   | ۱۵    | ۲۳    | ۲۹      | ۶-    | ۱۵   | ۲۷     |
| ۲۹ | بانک ملی تهران    | ۱    | ۳۰   | ۴   | ۱۵    | ۲۷    | ۴۱      | ۱۴-   | ۱۱   | ۲۷     |
| ۳۰ | نفت قائم‌شهر       | ۱    | ۲۲   | ۸   | ۶     | ۲۰    | ۲۲      | ۲-    | ۸    | ۲۲     |
| ۳۱ | بانک تجارت تهران  | ۱    | ۲۲   | ۷   | ۷     | ۲۷    | ۲۲      | ۵     | ۸    | ۲۱     |
| ۳۲ | پارس خودرو تهران  | ۱    | ۲۲   | ۲   | ۱۱    | ۱۹    | ۲۹      | ۱۰-   | ۹    | ۱۵     |
| ۳۳ | ایرسوتر نوشهر     | ۱    | ۲۶   | ۳   | ۶     | ۲۲    | ۶۴      | ۴۲-   | ۱۷   | ۱۵     |
| ۳۴ | قدس ساری          | ۱    | ۲۲   | ۵   | ۴     | ۱۶    | ۳۳      | ۱۷-   | ۱۳   | ۱۴     |
| ۳۵ | وحدت ساری         | ۱    | ۱۴   | ۳   | ۲     | ۱۶    | ۲۲      | ۶-    | ۹    | ۹      |
| ۳۶ | سپیدرود رشت       | ۱    | ۱۴   | ۲   | ۳     | ۹     | ۲۱      | ۱۲-   | ۹    | ۷      |
| ۳۷ | شاهین بوشهر       | ۱    | ۲۲   | ۰   | ۵     | ۷     | ۵۶      | ۴۹-   | ۱۷   | ۵      |

منبع

## دوره‌ها
پرسپولیس تنها تیمی است که در همه ادوار لیگ حاضر بوده است، این تیم تنها در چهاردهمین دوره برگزاری لیگ فوتبال در ایران و به علت داشتن تعداد زیادی ملی پوش (۷ بازیکن) و حضور تیم ملی در جام جهانی ۱۹۹۸ از بازی‌های لیگ کناره‌گیری کرد.
| فر | ۱۰۷۱–۷۰           | ۱۱۱۳۷۱۱ \| ۲  | ۱۱۱۳۷۱۱ \| ۲  | ۱۲۱۳۷۲        | ۱۳ ۱۳۷۳۱ \| ۲  | ۱۳ ۱۳۷۳۱ \| ۲  | ۱۴۱۳۷۴           | ۱۵۷۶–۷۵           | ۱۶۷۷–۷۶       | ۱۷۷۸–۷۷       | ۱۸۷۹–۷۸         | ۱۹۸۰–۷۹      |
| ۱  | پاس               | تراکتورسازی   | پرسپولیس      | سایپا         | سایپا          | پرسپولیس       | پرسپولیس         | پرسپولیس          | استقلال       | پرسپولیس      | پرسپولیس        | استقلال      |
| ۲  | استقلال تهران     | کشاورز        | پاس           | پرسپولیس      | استقلال تهران  | کشاورز         | بهمن کرج         | بهمن کرج          | پاس           | استقلال       | استقلال         | پرسپولیس     |
| ۳  | پرسپولیس          | استقلال تهران | پلی اکریل     | جنوب اهواز    | ماشین‌سازی      | برق شیراز      | استقلال تهران    | سپاهان            | ذوب آهن       | سپاهان        | فجرسپاسی        | سایپا        |
| ۴  | ملوان بندرانزلی   | صنعت نفت      | ملوان         | ذوب‌آهن        | شهرداری تبریز  | استقلال اهواز  | پاس تهران        | پاس تهران         | فجر سپاسی     | سایپا         | سپاهان          | ذوب آهن      |
| ۵  | جنوب اهواز        | جنوب اهواز    | استقلال اهواز | پاس           | جنوب اهواز     | آرارات         | سپاهان           | صنعت نفت ابادان   | شهرداری تبریز | پاس           | ذوب آهن         | پیکان        |
| ۶  | سپاهان اصفهان     | کما شیراز     | برق شیراز     | نساجی         | سپاهان         | پاس تهران      | برق شیراز        | استقلال تهران     | سپاهان        | چوکا تالش     | تراکتورسازی     | پاس          |
| ۷  | نساجی مازندران    | وحدت ساری     | نساجی         | صنعت نفت      | نفت قائمشهر    | ملوان انزلی    | استقلال اهواز    | پیام مشهد         | سایپا         | فولاد         | پاس تهران       | سپاهان       |
| ۸  | استقلال اهواز     | سپیدرود       | ابومسلم       | تراکتورسازی   | چوکا تالش      | ذوب‌آهن         | ماشین‌سازی تبریز  | برق شیراز         | پلی اکریل     | ابومسلم       | بهمن            | فولاد        |
| ۹  | کما شیراز         |               |               | کشاورز        | بانک تجارت     | تراکتورسازی    | کشاورز تهران     | استقلال اهواز     | تراکتور سازی  | صنعت نفت      | سایپا           | فجر سپاسی    |
| ۱۰ | تراکتورسازی تبریز |               |               | چوکا تالش     | پیام گچ خراسان | نساجی مازندران | پلی اکریل اصفهان | ذوب آهن اصفهان    | فولاد         | فجر سپاسی     | فولاد           | استقلال رشت  |
| ۱۱ | استقلال رشت       |               |               | سپاهان        | پارس‌خودرو      | قدس ساری       | شموشک نوشهر      | تراکتورسازی تبریز | صنعت نفت      | تراکتورسازی   | ابومسلم         | برق شیراز    |
| ۱۲ | ابومسلم خراسان    |               |               | برق شیراز     | نفت آبادان     | شاهین بوشهر    | ملوان انزلی      | پلی اکریل اصفهان  | بهمن          | ذوب آهن       | صنعت نفت آبادان | تراکتور سازی |
| ۱۳ | ابومسلم خراسان    |               |               | ملوان انزلی   |                |                | جنوب اهواز       | ماشین‌سازی تبریز   | استقلال اهواز | ملوان         | چوکا تالش       |              |
| ۱۴ |                   |               |               | استقلال اهواز |                |                | آرارات تهران     | ملوان انزلی       | پیام مشهد     | شهرداری تبریز | ایرسوتر نوشهر   |              |
| ۱۵ |                   |               |               |               |                |                | شهرداری تبریز    | شموشک نوشهر       | برق شیراز     | پلی اکریل     |                 |              |
| ۱۶ |                   |               |               |               |                |                | سایپا            | کشاورز تهران      | پرسپولیس      | بانک ملی      |                 |              |

## پوشش رسانه‌ای
پوشش تلویزیونی جام آزادگان؛ نسبت به مسابقات فوتبال دیگری که تا آن زمان بعد از انقلاب برگزار شده‌بود، افزایش چشمگیری داشت.

## مطالعات دانشگاهی
مسابقات جام آزادگان، در برخی پژوهش‌ها مورد بررسی قرار گرفته است.
دیانی (۱۳۷۳) ضمن بررسی آماری پراکندگی خشونت مسابقات جام آزادگان ۱۳۷۳ و ۱۳۷۴، نتیجه گرفته است که تیم‌های میزبان در این مسابقات پرخاشگری بیشتری از خود نشان داده‌اند.
ممیز در تحقیقی بر روی داورانی که در جام آزادگان و دسته دوم قضاوت می‌کنند، عوامل اثرگذار بر کار داوران را با کمک پرسشنامه مشخص کرده است که در آن عواملی مانند میزان حق‌الزحمه (۳۶٪)، حضور تماشاگران (۴۸٪)، شرایط جوی (۲۴٪) و رسانه‌ها (۸۱٪) توسط درصدی از داوران اعلام شده است. همچنین نشان داده شده است که استرس یک عامل مؤثر بر قضاوت داوران است و برای تحقیق عوامل ایجاد استرس در داوران باید پژوهش‌های بیشتری صورت گیرد.
جباری، کوزه‌چیان و خبیری (۱۳۷۹) روی ۷۲ نفر از مربیان جام آزادگان و دسته دوم مطالعه کرده‌اند و با تعیین شاخص‌هایی، میزان ارتباط برخی ویژگی‌های فردی مربیان مانند سن، مدرک تحصیلی و سابقه را با توانایی‌هایی مانند قدرت رهبری و توانایی برقراری ارتباط کلامی با بازیکنان مورد سنجش قرار داده‌اند.

## یادکرد منابع
1. 1 2 3 4  محمّدنبی، ۹۸–۹۷.
2. ↑  شهابی.
3. ↑  طاهرخانی، ۲۵۰.
4. ↑  معین و دیگران.
5. 1 2  صداقت، ۱۱۸–۱۰۷.
6. ↑  Naraghi.
7. ↑  تیم فوتبال پرسپولیس در سال ۱۳۷۶ به دلیل تعداد زیاد ملی‌پوشان و با تصمیم فدراسیون فوتبال وقت، از لیگ کنار کشید و چون لیگ را به پایان نرساند بنابراین عملکرد این تیم در بازیهای‌های انجام داده در جدول محاسبه نمی‌شود (عملکرد پرسپولیس در این ۸ بازی:۴ برد - ۲ مساوی - ۲ باخت - ۱۵ گل‌زده - ۹ گل خورده)
8. ↑  احمدی، علی‌اکبر (۱۳۸۸). تاریخچه کامل باشگاه از دوچرخه سواران و تاج تا استقلال. تهران: انتشارات پایگان. صص. ص ۲۵۰ تا ص ۲۶۰ و بخش بازیهای لیگ آزادگان. شابک ۹۷۸-۶۰۰-۵۰۹۶-۵۷-۶.
9. ↑  ایران، عصر (۲۰۱۰-۰۷-۲۵). «همه آمار و ارقام لیگ در ایران». عصر ایران. دریافت‌شده در ۲۰۲۱-۰۴-۲۴.‏
10. ↑  «عکسهای کمیاب (62)/ پرسپولیسی که از لیگ کنار کشید - مشرق نیوز». مشرق نیوز. ۲۰۱۴-۰۹-۲۳. دریافت‌شده در ۲۰۲۱-۰۴-۲۴.‏
11. ↑  Chehabi.
12. ↑  دیانی.
13. ↑  ممیز.
14. ↑  جباری، کوزه‌چیان و  خبیری.